# Боярышник урновидный
Боярышник урновидный (лат. Crataegus calpodendron) — дерево, вид рода Боярышник (Crataegus) семейства Розовые (Rosaceae).

## Распространение и экология
В природе ареал вида охватывает провинцию Онтарио в Канаде и центральные штаты США.
Произрастает в низинах, на богатых почвах.

## Ботаническое описание
Дерево высотой 4,5—6 м, чаще растущее кустообразно, со стволом диаметром до 12—15 см, покрытым светло-серой или тёмно-коричневой, бороздчатой корой. Ветви извилистые, светло-серые, приподнимающиеся или нередко почти горизонтально распростёртые, образуют широкую плоскую крону; побеги вначале серо-войлочные, позднее коротко опушённые, тёмно-коричневые, на второй год пепельно-серые. Колючки на ветвях немногочисленные, длиной 2,5—3,7 см, тусклые, пепельно-серые или отсутствуют; стволы часто с очень крупными крепкими разветвлёнными колючками.
Листья яйцевидные или эллиптические, с заострённой вершиной и постепенно клиновидносуженным цельнокрайным основанием, в верхней части неглубоко лопастные, остро-двоякопильчатые, длиной 5—12,5 см, шириной 2,5—7,5 см, тонкие, плотные, тусклые, сизо-зелёные, сверху шероховатые, снизу опушённые, осенью ярко-оранжевые или красные. Черешки длиной 1,2—2 см, железистые; прилистники небольшие, ланцетные, пильчатые, быстро опадают.
Соцветия сложные, щитковидные, многоцветковые, диаметром 6—12 см, с мохнато опушёнными осями. Цветки диаметром около 1,3 см, с белыми лепестками; гипантий бело опушённый; чашелистики ланцетные, острые, железисто-пильчатые; тычинок 20, с бледно-розовыми пыльниками; столбиков 2—3.
Плоды многочисленные, в прямостоящих гроздьях, грушевидные или эллипсоидальные, длиной 12—15 мм, диаметром 5—10 мм, тускло-оранжево-красные, зрелые просвечивающие, с оранжево-жёлтой, сочной, сладкой мякотью. Косточки 2—3, закруглённые на концах, длиной 5—6 мм, на спинке глубоко выемчатые, с боков вдавленные.
Цветение в июне. Плодоношение в октябре, плоды нередко остаются до следующей весны.

## Значение и применение
В культуре с 1747 года и довольно широко применяется в садах и парках. Особенно декоративен осенью яркой раскраской листвы и обилием плодов.
В России в культуре в Санкт-Петербурге, Москве, Орловской области (Лесостепная опытная станция); зимостоек и плодоносит.

## Таксономия
Вид Боярышник урновидный входит в род Боярышник (Crataegus) трибы Pyreae подсемейства Спирейные (Spiraeoideae) семейства Розовые (Rosaceae) порядка Розоцветные (Rosales).
|  |                                      |  |                                                              |                                                              |                   |  | ещё 8 семейств (согласно Системе APG III) | ещё 8 семейств (согласно Системе APG III)    |                                              |  |  |  | ещё 7 триб (согласно Системе APG III)         | ещё 7 триб (согласно Системе APG III)         |  |  |  |  | ещё от 200 до 300 видов | ещё от 200 до 300 видов |
|  |                                      |  |                                                              |                                                              |                   |  | ещё 8 семейств (согласно Системе APG III) | ещё 8 семейств (согласно Системе APG III)    |                                              |  |  |  | ещё 7 триб (согласно Системе APG III)         | ещё 7 триб (согласно Системе APG III)         |  |  |  |  | ещё от 200 до 300 видов | ещё от 200 до 300 видов |
|  |                                      |  |                                                              | порядок Розоцветные                                          |                   |  |                                           |                                              | подсемейство Спирейные                       |  |  |  |                                               | род Боярышник                                 |  |  |  |  |                         |                         |
|  |                                      |  |                                                              | порядок Розоцветные                                          |                   |  |                                           |                                              | подсемейство Спирейные                       |  |  |  |                                               | род Боярышник                                 |  |  |  |  |                         |                         |
|  | отдел Цветковые, или Покрытосеменные |  |                                                              |                                                              | семейство Розовые |  |                                           |                                              | триба Pyreae                                 |  |  |  | вид Боярышник урновидный                      |                                               |  |  |  |  |                         |                         |
|  | отдел Цветковые, или Покрытосеменные |  |                                                              |                                                              |                   |  |                                           |                                              |                                              |  |  |  |                                               |                                               |  |  |  |  |                         |                         |
|  |                                      |  | ещё 44 порядка цветковых растений (согласно Системе APG III) | ещё 44 порядка цветковых растений (согласно Системе APG III) |                   |  |                                           | ещё 8 подсемейств (согласно Системе APG III) | ещё 8 подсемейств (согласно Системе APG III) |  |  |  | ещё около 60 родов (согласно Системе APG III) | ещё около 60 родов (согласно Системе APG III) |  |  |  |  |                         |                         |
|  |                                      |  |                                                              | ещё 44 порядка цветковых растений (согласно Системе APG III) |                   |  |                                           |                                              | ещё 8 подсемейств (согласно Системе APG III) |  |  |  |                                               | ещё около 60 родов (согласно Системе APG III) |  |  |  |  |                         |                         |